# Diphuia
Diphuia is een vliegengeslacht uit de familie van de oevervliegen (Ephydridae).

## Soorten
- Diphuia anomala Cresson, 1944[1]
- Diphuia antoninaMathis & Marinoni, 2010[2]
- Diphuia flinti Mathis, 1997
- Diphuia grandis Mathis & Marinoni, 2010[2]
- Diphuia nitida Sturtevant & Wheeler, 1954
  - = Diphuia nasalis Wirth, 1956
- Diphuia zatwarnickii >Mathis, 1990[3]